# Kotaro Takeda
Kotaro Takeda (jap. 武田 航太朗, Takeda Kotaro; * 26. August 1997 in Osaka, Präfektur Osaka) ist ein japanischer Fußballspieler.

## Karriere
Kotaro Takeda erlernte das Fußballspielen in der Jugendmannschaft des Takatsuki FC, der Schulmannschaft der Risho University Shonan High School sowie in der Universitätsmannschaft der Chukyo University. Seinen ersten Vertrag unterschrieb der Innenverteidiger 2020 bei Albirex Niigata (Singapur). Der Verein ist ein Ableger des japanischen Zweitligisten Albirex Niigata und spielt in der höchsten singapurischen Fußballliga, der Singapore Premier League. 2020 wurde er mit Albirex singapurischer Meister. Für den Verein absolvierte er 14 Erstligaspiele. 2021 kehrte er nach Japan zurück. Hier schloss er sich dem Viertligisten FC Tiamo Hirakata an. Für den Verein aus Hirakata absolvierte er 31 Viertligaspiele. Nach einem Jahr wechselte er im Januar 2022 zum Ligakonkurrenten Mio Biwako Shiga. Hier stand er zwei Spielzeiten unter Vertrag und bestritt 29 Ligaspiele. Im Februar 2024 verpflichtete ihn der Fünftligist Veroskronos Tsuno. Mit dem Verein spielt er in der Kyushu Soccer League.

## Erfolge
Albirex Niigata (Singapur)
Singapurischer Meister: 2020